# Brad Heald
Brad Heald (3 de marzo de 1983, Sídney) es un músico australiano, reconocido por su trabajo como bajista de la banda de garage Rock The Vines. Sustituyó a Patrick Matthews, el anterior bajista, incorporándose a la banda en julio de 2006. Su primera conexión con la banda fue cuando se reunió con Ryan Griffiths durante una fiesta.
Entre sus influencias musicales ha mencionado a The Kinks, Black Rebel Motorcycle Club, The Pixies, The Strokes, Arcade Fire, Kings of Leon y Brian Jonestown Massacre. Estudió en el Sylvania High School y creció en Blakehurst.

## Discografía

### The Vines
- Melodia (2008)
- Future Primitive (2011)

### Red Riders
- Drown in Colour (2009)

### Dope Lemon
- Honey Bones (2016)